# Transmission du VIH par l'allaitement

Symbole international de l'allaitement.

La transmission du VIH par l'allaitement est possible et concerne 10 à 20 % des cas concernant les enfants dans le monde.
Le virus de l'immunodéficience humaine infecte plus de 39,5 millions de personnes dans le monde entier. 7 400 nouveaux cas dont détectés chaque jour, dont près de 1 000 sont des enfants de moins de 15 ans.

## Le virus
Le VIH est le virus de l’immunodéficience humaine. C’est un rétrovirus enveloppé, faisant partie du genre Lentivirus, ce qui signifie que le virus à une très longue période d’incubation, d’où l’apparition lente des symptômes de l’infection. Le VIH a comme tropisme des cellules faisant partie du système immunitaire qui ont tous des rôles primordiaux dans l’élaboration de la défense : les lymphocytes T CD4+, les macrophages qui peuvent servir de réservoir ou se disperser dans tout l’organisme et les cellules dendritiques, qui sont des cellules présentatrices d’antigène (CPA). Les lymphocytes T CD4+ (helpers) sont une composante essentielle de l’immunité à médiation cellulaire. Notamment, ils activent les lymphocytes B, lymphocytes T cytotoxiques ; et ils régulent l’activité des macrophages. Ce sont donc des chefs d’orchestre de l’élaboration de la réponse immune.
Après la pénétration du virus dans la cellule, s’ensuivra le cycle réplicatif, qui génèrera des virions. À la fin de ce cycle, les virions produits sortiront des cellules infectées par bourgeonnement, arrachant au passage une partie de la membrane cellulaire. La cellule ainsi fragilisée mourra. Le VIH élimine donc peu à peu notre capacité de nous défendre contre des agents pathogènes ; ce qui conduit au sida (Syndrome de l’Immuno-Déficience Acquise). Il en résulte une incapacité de se défendre contre les agresseurs, même opportunistes, étant donné que l’organisme n’a plus un nombre adéquat de cellules immunitaires pour les éliminer.

## Transmission
Il existe trois modes de transmission du VIH : sexuelle, sanguine et verticale (de la mère à son fœtus/bébé). Le VIH est présent dans tous les liquides biologiques de l’organisme des personnes séropositives, mais tous les liquides du corps humain n’ont pas le même pouvoir contaminant. Le virus est en quantité trop faible dans la salive, la sueur, les larmes, les vomissures ou l’urine pour être contaminant. Par contre, le sang, le sperme, le liquide séminal (liquide transparent qui s’écoule au début de l’érection), les sécrétions vaginales et le lait maternel peuvent transmettre l’infection par le VIH.

## Allaitement
Les risques inhérents à la transmission du virus par la voie de l’allaitement maternel dépendent de plusieurs facteurs dont nous parlerons en détail.
La durée de l’allaitement est un facteur extrêmement important. Plus un bébé est allaité longtemps, plus les risques qu’il soit contaminé par le VIH sont élevés. Il est estimé que le risque de transmission est d’environ 5 % à 20 % durant la période de l’allaitement. Si le bébé est nourri exclusivement au  sein, le risque de contamination est plus faible. Si l’enfant mange également des substances semi-solides ou solides (céréales), cela peut causer des lésions au niveau des muqueuses intestinales, créant ainsi une excellente porte d’entrée pour le virus. La santé du sein de la mère est également un facteur contribuant à la transmission verticale. Lorsque les seins de la mère sont gercés, qu’ils saignent ou qu’ils sont douloureux, le risque de contamination s’accroît car le sang est une des voies de transmission privilégiées du VIH. Un autre facteur pouvant influencer l’incidence de transmission est l’état immunitaire de la mère. Lorsque le système immunitaire de la mère est faible, pour cause de malnutrition ou de SIDA, il est prouvé que le pourcentage de bébés infectés augmente. Pour finir, le moment auquel est survenu la contamination de la mère par le virus est aussi un facteur déterminant. Si la mère a contracté le VIH lors de sa grossesse ou durant la période d’allaitement, le risque de transmission est plus élevé.
L’allaitement maternel est le mode d’alimentation par excellence pour tous les nourrissons. Il comble tous les besoins nutritionnels  dont l’enfant a besoin pendant les premiers mois de sa vie. De plus, il contient également certains anticorps de la mère, ce qui le protège contre les maladies infantiles infectieuses ou chroniques tel que les diarrhées ou les pneumonies et en cas d’infection, accélère le processus de guérison. En plus de tous les bienfaits d’ordre physiologique, l’aspect psychologique est également considérable. Il favorise le lien d’attachement entre la mère et l’enfant, stimule le développement sensoriel et cognitif du nourrisson.
Pour les mères séropositives, le choix n’est pas si évident. Elles se retrouvent devant un dilemme de taille car la plupart de ces femmes n’ont pas les ressources nécessaires afin d’opter pour une autre solution. Elles n’ont souvent même pas les moyens d’acheter des préparations lactées. De plus, dans les pays ou l’incidence du VIH est très grande, l’accès à de l’eau salubre est presque inexistant, par conséquent, la stérilisation de l’eau ou des biberons dans le but de donner des préparations lactées aux bébés n’est pas une chose aisée dû au manque de combustible nécessaire à ce procédé. Les bébés allaités à l’aide de préparations ont de 2 à 5 fois  plus de probabilité de mourir des suites de la diarrhée ou de pneumonies causées par le manque d’hygiène et par la déficience d’immunité que procure l’allaitement maternel, que les bébés nourris au sein. Le nombre de nourrissons succombant à ces affections pourrait dépasser celui des morts dues au VIH. Dans ce contexte, le choix d’un mode d’alimentation pour leur nouveau-né est déchirant pour ces femmes, car aucune option sécuritaire pour la santé de leur bébé ne s’offre à elles.

## Prévention
Il est recommandé aux femmes atteintes du VIH de nourrir leur bébé exclusivement au sein durant la première année de sa vie. L’alimentation mixte peut être irritante pour les muqueuses intestinales des nourrissons. Ces lésions sont des sites d’entrées de choix pour le VIH.
Pour permettre de réduire le risque de transmission au nouveau-né par le lait maternel, il y a quelques précautions à prendre.Il faut commencer l’allaitement exclusif dès la naissance et à la demande du bébé. Il faut s’assurer de mettre le bébé correctement au sein pour éviter les risques de mastites ou de crevasses. Le virus du VIH se transmet beaucoup plus aisément par le sang que par le lait maternel. En plus, cela permet d’empêcher les engorgements et de s’assurer d’une production de lait constante et en quantité suffisante afin d’éviter d’avoir à recourir à des préparations lactées. Il faut également surveiller la santé buccale des bébés. Il faut vérifier régulièrement s’il y a présence de taches ou de plaies (ex muguet), car des lésions dans la bouche du bébé augmentent le risque de transmission. Lorsque l’arrêt de l’allaitement est envisagé, il faut procéder à un sevrage rapide, toujours dans l’optique de diminuer les risques de transmissions du VIH par le lait maternel. Dans les pays où le VIH est très présent, les organismes humanitaires déploient plusieurs efforts dans le but de fournir des renseignements et de soutenir les femmes séropositives dans leur choix d’allaiter ou non leur bébé, en donnant les directives à suivre dans un cas comme dans l’autre pour éviter le plus possible la transmission.

## Traitement
On ne connaît pas exactement comment les antirétroviraux réduisent la charge virale dans le lait maternel, car il bénéficie d’une protection particulière de l’organisme. Pour éviter de développer des résistances aux médicaments, il faut s’assurer que la suppression du virus soit totale. Chez les femmes qui sont déjà sous traitement antirétroviral au moment de la grossesse et de l’allaitement, il a été constaté que le taux d’infection de leur nouveau-né était inférieur à ceux dont les mères ne bénéficiaient d’aucun traitement. Les nouvelles études tendent toutes dans la même direction : l’utilisation d’un traitement antiviral diminue les risques de contamination de près de la moitié. L’allaitement par une mère séropositive n’est plus aussi risqué qu’autrefois, pour autant que ces femmes aient accès aux médicaments,.

### Étude Kesho Bora
Récemment, une équipe de chercheurs ont mis de l’avant une approche préventive qui réduit le risque de transmission postnatale de moitié, il s’agit de l’étude Kesho Bora. Ils ont procédé à des essais cliniques sur plus de 800 femmes pour prouver l’efficacité d’un nouveau protocole de prophylaxie. Entre la 28 et la 36e semaine de grossesse et ce jusqu’au sixième mois de l’allaitement maternel, ils ont administré une trithérapie à ces femmes. La combinaison de médicament contenait trois antiviraux, soit : zidovudine, lamivudine et lopinavir/ritonavir. Après 12 mois de traitement, seulement 5,4 % des bébés étaient séropositifs, contrairement à 9,4 % dans le groupe témoin. Ce traitement reposait sur l’administration d’une dose unique de névirapine et de zidovudine standard. L’efficacité de la trithérapie a même été convaincante chez les femmes ayant une charge virale élevée.

Même si de nos jours de plus en plus de femmes sont infectées par le VIH, le taux de transmission verticale est à la baisse. Dans plusieurs régions du globe, l’allaitement maternel demeure la meilleure option d’alimentation pour les nourrissons, et ce même si la mère est séropositive. Les risques de mortalité des bébés alimentés avec des préparations lactés est encore plus grand que le risque de transmission du VIH. Grâce à des visées thérapeutiques prophylactiques et en mettant l’accent sur la conscientisation et l’enseignement auprès des personnes impliquées dans l’alimentation des nouveau-nés, le taux de transmission par l’allaitement maternel a  significativement diminué au cours de la dernière décennie, si ces femmes ont accès à un traitement.